# Toulouse olympique XIII
Ne doit pas être confondu avec le club d'Élite 1 Toulouse olympique élite
Pour les articles homonymes, voir Toulouse (homonymie).
Maillots
Actualités

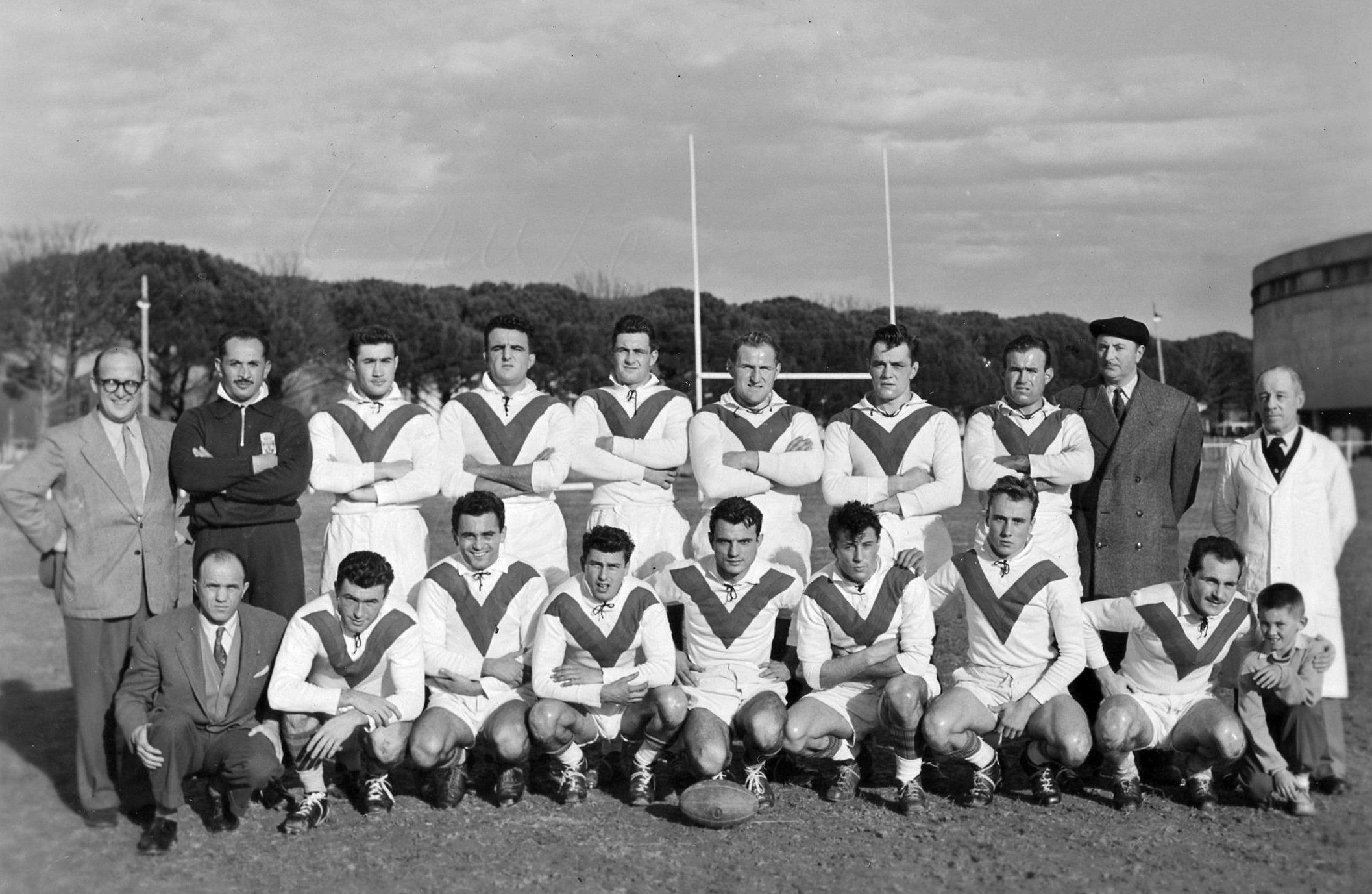
Le Toulouse olympique XIII en décembre 1952.

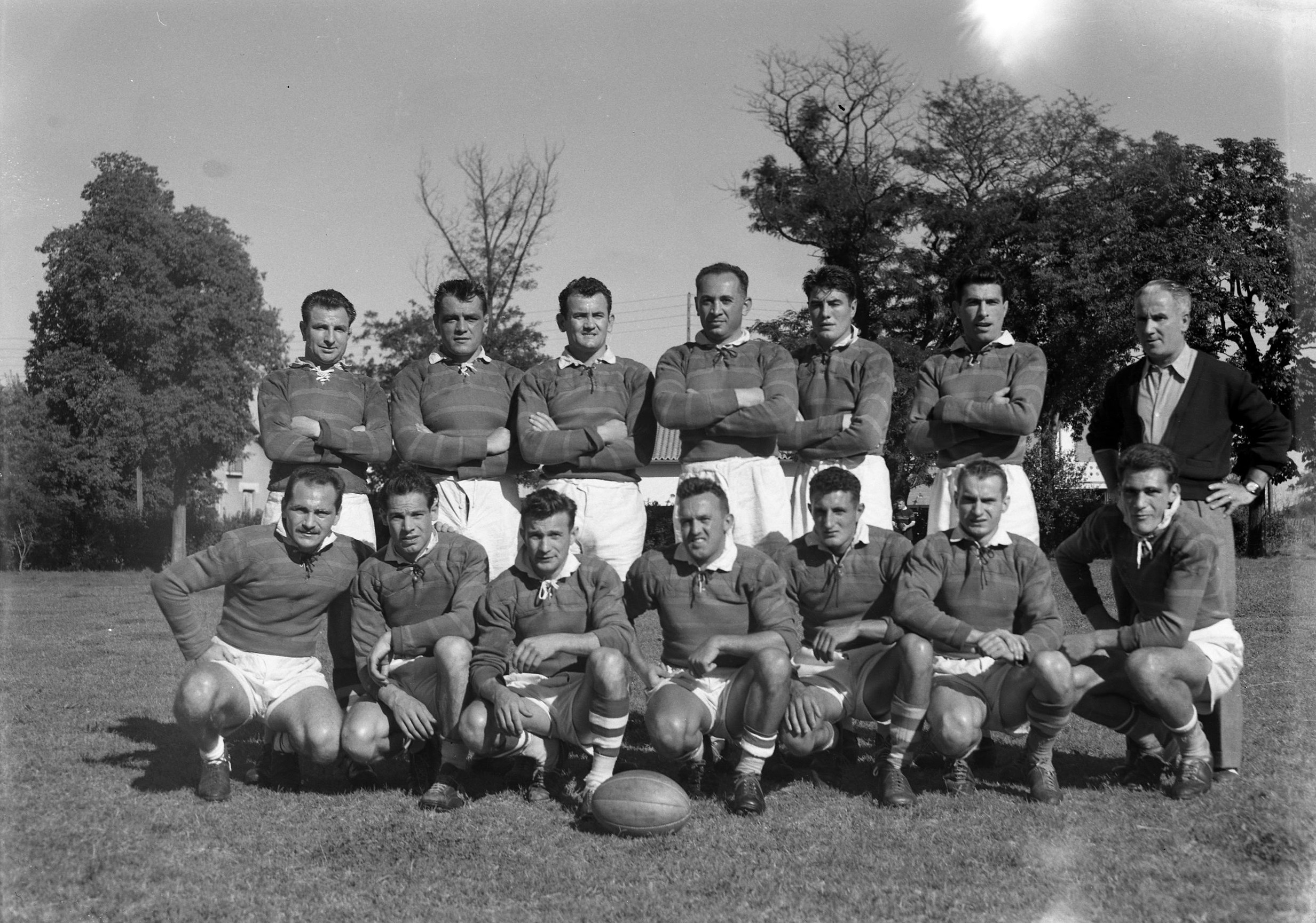
Le Toulouse olympique XIII en septembre 1954.

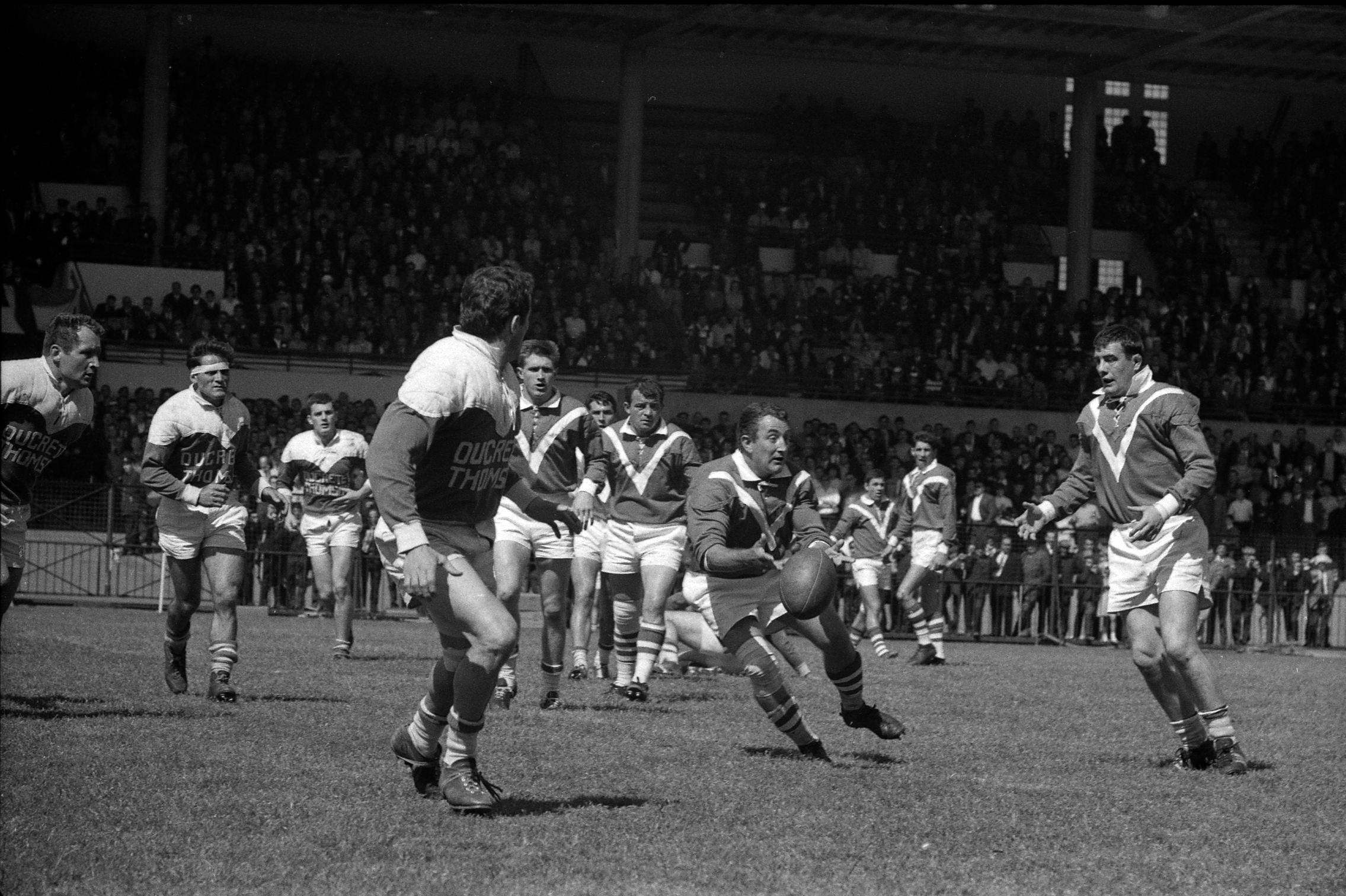
Finale 1964 de la Coupe de France, remportée par Villeneuve face au Toulouse Olympique.

Le Toulouse Olympique XIII (TO XIII) est un club français de rugby à XIII basé à Toulouse et présidé par Olivier Dubois. L'équipe première, entraînée par le Français Sylvain Houles nommé en 2013, évolue en Championship depuis 2023.
Le club est créé en 1937, club historique français, et compte six titres de Championnat de France (1965, 1973, 1975, 2000, 2014 et 2015) et un titre de Coupe de France en 2014. Toulouse est également l'auteur d'une épopée en Coupe d'Angleterre en 2005 lors d'invitations faites aux clubs français avec une demi-finale disputée contre Leeds.
Désirant atteindre le rang de professionnel avec en ligne de mire la Super League, le club décide en 2016 de rejoindre le Championnat anglais au troisième échelon et de gravir les marches vers la Super League, chose faite lors de son succès 34-12 contre Featherstone en 2021, lui permettant d'être le second club français de Super League aux côtés des Dragons Catalans basés à Perpignan.
A travers son histoire, de grands noms du rugby à XIII sont liés au club tels que Frantz Sahuc, Jean Galia, Vincent Cantoni, Joseph Guiraud, Pierre Lacaze, Georges Aillères, Roger Garrigue, Charles Zalduendo et plus récemment Fabrice Estebanez, Mark Kheirallah, Johnathon Ford, Rémi Casty et Tony Gigot. Son équipe réserve dispute le Championnat de France sous le nom de Toulouse olympique élite.

## Histoire

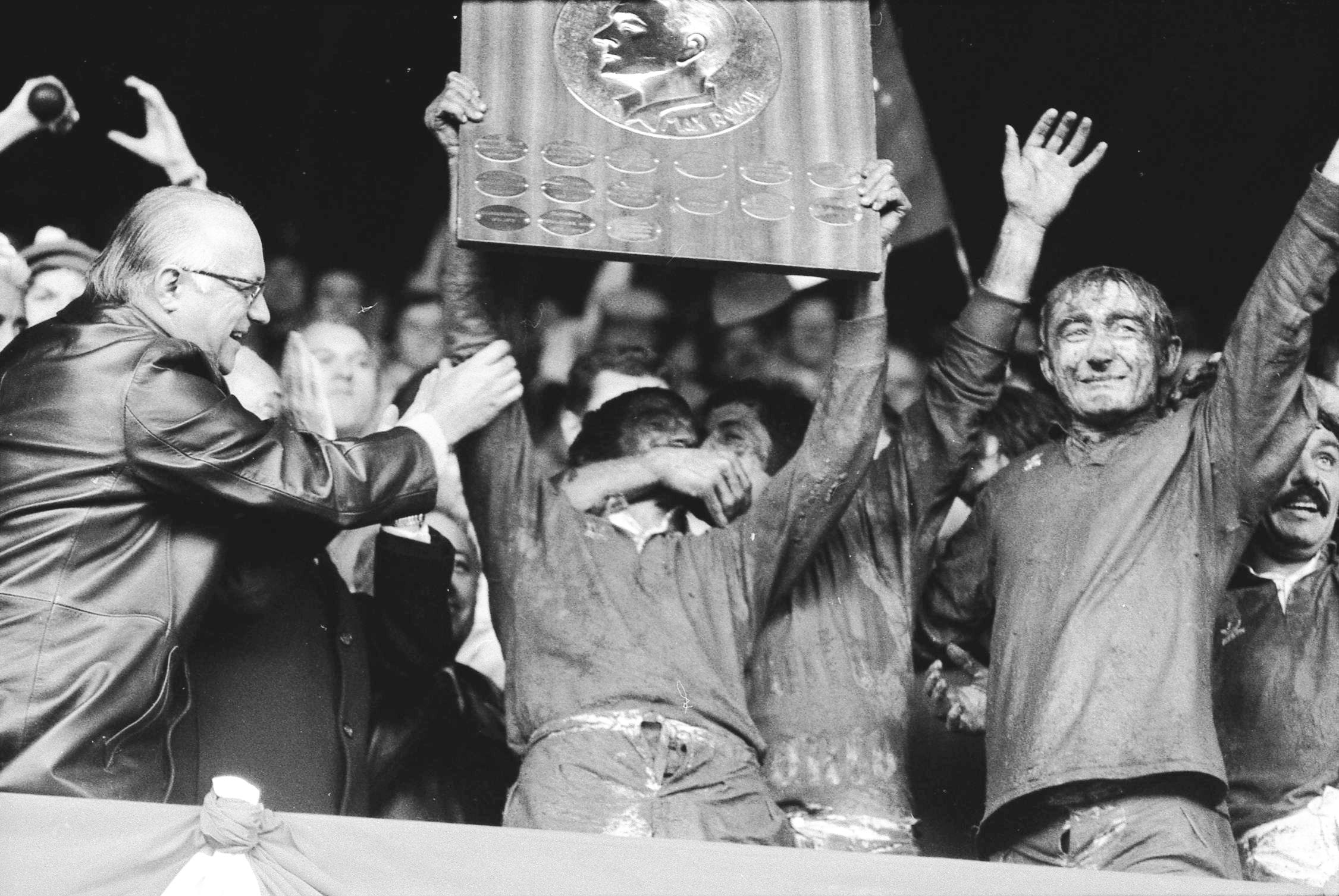
Troisième titre de Championnat de France, remporté en 1975.

### 1937: Création du club
En mars 1937 la Ligue française de rugby à XIII décide d'implanter le rugby à XIII à Toulouse en achetant un terrain avenue des Minimes. Le projet est porté par Jean Galia qui annonce vouloir faire de Toulouse une place du rugby à XIII français. En octobre 1937, la construction d'un stade à cet endroit d'une contenance de 16 000 places fait de celui-ci le seul stade à l'intérieur de l'ancienne limite de l'octroi de Toulouse avec pour prévision une inauguration en décembre 1937 pour des rencontres internationales et devenant alors le stade résident du Toulouse olympique. Il est nommé Stade des Minimes.
Le club du Toulouse olympique est créé quant à lui le 24 octobre 1937. La première recrue est Frantz Sahuc, international français de rugby à XV et joueur du Stade toulousain puis sont annoncés Sylvain Bès, Comte (Stade bordelais), Suarès et Alexandre Salat (T.O.E.C.), Jones (Bordeaux XIII), J. Stones (Salford), Michel Bénazet (Stade toulousain), Cazal (Quillan). Le premier match du TO, avec en son sein Alexandre Salat, Frantz Sahuc, Michel Bénazet et André Gau, se déroula le 24 octobre 1937 contre Albi pour une défaite 44-14, suivie d'une défaite 6-15 contre Bordeaux le 1er novembre 1937. En 1938 le Toulouse olympique fusionne avec l'autre club toulousain, le Galia Club toulousain.
En 1939 le TO atteint la finale de la Coupe de France. Pendant les années de guerre le TO est contraint de jouer au rugby à XV, à la suite de l’interdiction du rugby à XIII par le gouvernement de Vichy. Après un court apprentissage le TO défie, en avril 1944, le SU Agen de Guy Basquet et Albert Ferrasse en demi-finale de Coupe de France de rugby à XV.

### Après-guerre: poursuite sur une belle lancée
Après la Libération le club continua sur cette belle lancée, affrontant à deux reprises  l'AS Carcassonne en finale du championnat avec dans son effectif deux jeunes très prometteurs Pérez et Duffort. Suivit une éclipse d'une décennie. Une nouvelle forte équipe apparut avec Pierre Lacaze et Georges Aillères. 

### 1995: intégration dans les «Spacers»
En 1995 le Toulouse olympique intègre le club omnisports des Spacers et change d'appellation. En 2000 le club remporte le championnat après 25 ans de disette et ambitionne de jouer la Super League Europe. En 2003 leur candidature est rejetée par la Rugby Football League au profit de l'Union Treiziste Catalane. 

#### 2005: épopée en Challenge Cup aux portes de la finale
En 2005, Le Toulouse Olympique prend part sur invitation à la compétition anglaise de la Challenge Cup 2005, aux côtés de trois autres clubs français : l'Union Treiziste Catalane (« U.T.C. »), le S.M. Pia et le R.C. Saint-Gaudens. Le club toulousain, sous la houlette de Justin Morgan, débute cette édition à l'extérieur par deux larges victoires 58 à 18 face aux Blackpool Panthers et 60 à 12 face aux Wath Brow Hornets. Qualifiés pour les huitièmes de finale, à l'instar de l'U.T.C., les Toulousains prennent le dessus sur le club des Doncaster Dragons 32 à 18 au stade des Minimes. En quart-de-finale, il accueille les Widnes Vikings, pensionnaire de la Super League, championnat élite d'Angleterre. Devant près de 4 500 spectateurs, les Toulousains surprennent leurs hôtes en s'imposant 40 à 24 pour s'offrir les demi-finales. Sur terrain neutre du Galpharm Stadium d'Huddersfield devant 10 553 spectateurs, les Toulousains, amputés de son troisième ligne Trent Robinson, défient les Leeds Rhinos entraînés par Tony Smith. La première période se dispute âprement par les deux équipes qui prennent chacune son tour l'avantage au score. L'ouverture du score est au crédit du Toulouse olympique XIII par Adrien Viala auquel répond Chris MacKenna, puis le capitaine toulousain James Wynne inscrit un essai sous les poteaux  auquel répond Gareth Ellis pour Leeds. 12 à 12 à la demi-heure de jeu, Leeds accélère et marque deux essais par Rob Burrow et Ali Lauiti'iti menant 22 à 12. Les Toulousains finissent en fin de période à marquer un troisième essai par Sébastien Raguin, le score étant alors à l'avantage de Leeds de 22 à 18. Au retour des vestiaires, les Toulousains sont tout proche de marquer un essai avec un ballon porté par Vincent Almuzara qui oublie deux partenaires mieux placés. Le match bascule derrière en faveur de Leeds qui domine largement la seconde période. Ils inscrivent cinq essais de plus et s'imposent 56 à 18. L'entraîneur toulousain, Justin Morgan, salue son équipe, lui qui rejoint dans les jours à venir Hull KR, appelant les clubs anglais à jeter un œil sur les Français qui se sont illustrés tels que S. Raguin, Fabrice Estebanez, Damien Couturier et Cédric Gay. Tony Smith, son homologue de Leeds, admet que sa méconnaissance du club toulousain avait posé quelques problèmes à son équipe mais avait toujours le sentiment que Leeds ferait la différence et avait le contrôle de ce match.

### 2006: nouvelle tentative pour accéder à la Super League
En 2006 la RFL décide d'élargir la Super League, à partir de la saison 2009, à 14 franchises.
Le Toulouse olympique XIII échoue en cette entreprise au profit d'un club gallois, les  Crusaders. Toulouse ne jouera pas en Super League.
Les Toulousains sont tout de même invités à jouer dans un grand championnat.
Le Championship est un championnat composé d'équipes professionnelles et semi-professionnelles anglaises. Il constitue la compétition de deuxième niveau, juste en dessous de la Super League européenne. 
En 2011 le TO XIII, menacé de relégation a fait son retour en championnat de France Élite 1 pour la saison 2011-2012.

### 2014: Le doublé

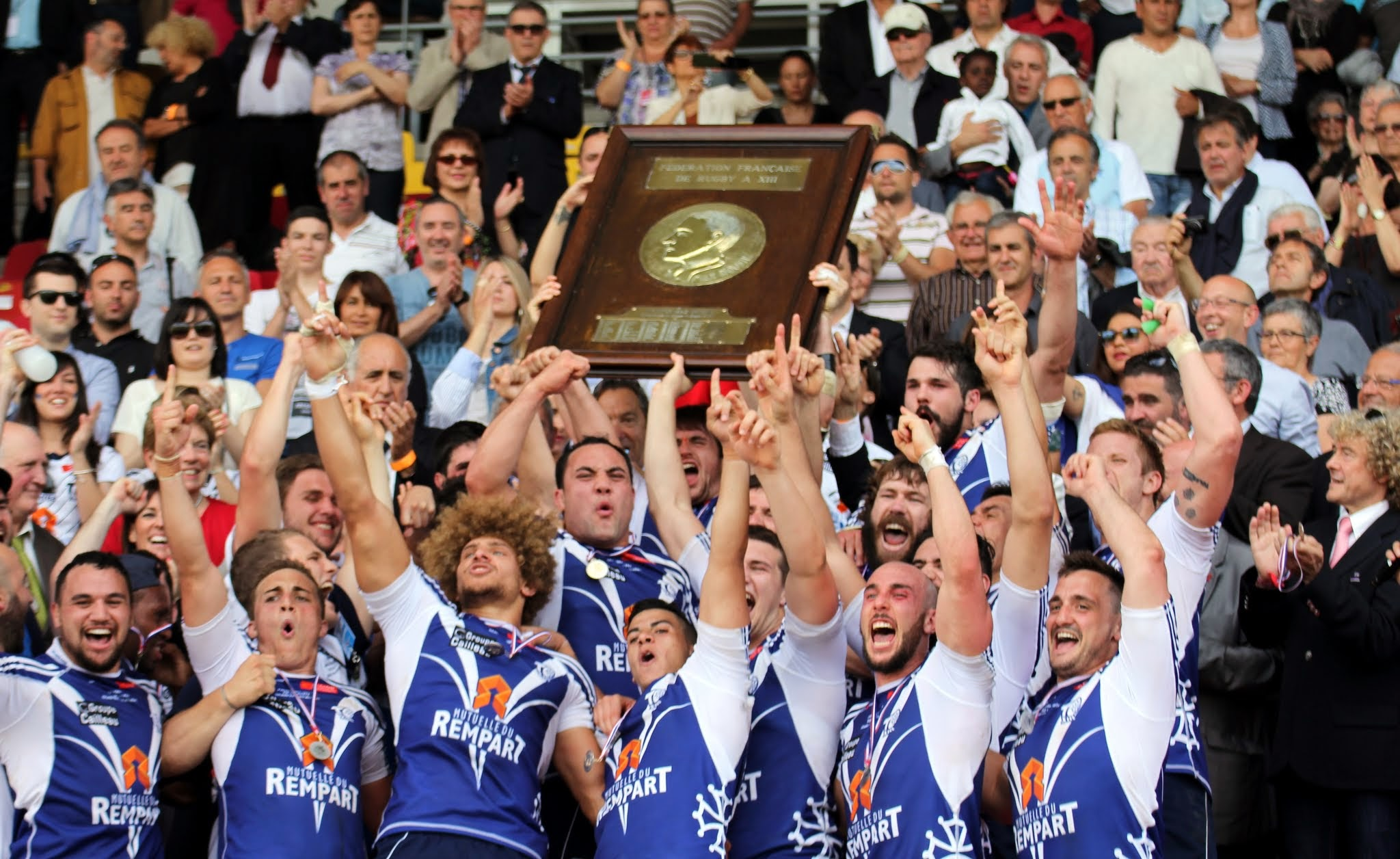
Toulouse reçoit son titre de Championnat de France en 2014.

La saison 2013-2014 est l'une des plus abouties de l'histoire du club puisqu'il réalise pour la première fois le doublé Championnat-Coupe de France. Sous l'impulsion entre autres de l'Australien Mark Kheirallah venu des Sydney Roosters au poste de demi de mêlée puis replacé au poste d'arrière, Toulouse écarte en Coupe de France Baho, Saint-Estève XIII catalan et Palau avant de s'imposer en finale contre Carcassonne 46-10 au stade Albert Domec.
En Championnat, Toulouse retrouve la finale pour la première fois depuis huit ans. Après une première phase où Toulouse subit le rythme de Limoux, le club prend la tête du Championnat du fil de la saison parvenant à terminer première de la seconde phase. En phase finale, Toulouse bat Villeneuve-sur-Lot 30-14 avant de s'imposer en finale 38-12 contre Lézignan. Il s'agit du cinquième titre de Championnat de France de l'histoire du club.
Ce doublé du club vient au bon moment puisque son ambition reste d'intégrer en 2016 la Super League et d'y rejoindre les Dragons Catalans (unique franchise française basée à Perpignan). Pour ce faire, le club a demandé à la Mairie de Toulouse de rénover le stade des Minimes pour porter sa capacité à plus de 10 000 spectateurs, la décision revient à la Rugby Football League (organisatrice de ce championnat professionnel britannique) qui est prévu pour l'été 2014.

### 2016: Retour dans le championnat anglais
Après leur sixième sacre en Championnat de France en 2015 et quatre ans après une première expérience en Championship (antichambre de la Super League), le Toulouse olympique XIII représente une candidature pour intégrer le championnat anglais, à savoir le troisième échelon la League 1. Restructurés, les échelons anglais ne fonctionnent plus sous franchise mais avec des promotions et relégations, Toulouse voyant dans ce cas une plus large possibilité d'intégrer un jour la Super League selon son président Bernard Sarrazain. Cette première saison 2016 en League 1 est une véritable réussite sportive puisqu'en saison régulière, Toulouse remporte dix-neuf des vingt matchs ajouté à un match nul. Invaincu, il se présente en finale contre les Hornets de Rochdale, son dauphin en saison régulière. Toutefois, cette finale tourne à l'avantage de Rochdale qui s'impose 24-22. Finalement, Toulouse décroche le deuxième billet pour la promotion en Championship après ses victoires contre York (62-10) et Barrow (32-22).
De nombreux joueurs du club sont présents lors de la Coupe du monde 2017 : Bastien Ader, Clément Boyer et Mark Kheirallah (France) ainsi que les frères Andrew et Kane Bentley (Écosse).
Le club flirte avec les premières places du classement du Championship les saisons suivantes, se classant souvent deuxième au classement,  mais échoue aux portes de la promotion en Superleague en 2018.
Pour l'année 2019, un observateur britannique, Garry Schofield, espère que le club consolide sa position de leader dans le championnat , car Toulouse « apporte beaucoup à la compétition »  mais pense que le club ne pourra pas atteindre encore la Super League.

### 2018: Non-participation à la Coupe d'Angleterre
Le club, comme celui de Toronto, n'est pas admis à disputer la compétition en 2019. En effet, craignant que le bon parcours de l'équipe ne provoque un manque à gagner en billetterie, la RFL lui demande, comme aux clubs de Toronto et des Dragons catalans, la somme de 750 000 £ pour participer à l'édition de 2019. Le club, comme Toronto, refuse de régler cette somme, qui représenterait des frais importants en sus de ceux que le club doit engager pour la logistique.

### 2019: un entraînement «de luxe» pour le Toulouse Olympique
En 2019, une des équipes finalistes au Mondial des Clubs , les Sydney Roosters, s'entraînent avec les joueurs du Toulouse Olympique à l'INSEP de Paris.  Il s'agit d'une séance commune d'entraînement entre les deux équipes, avant que les Australiens ne disputent la finale contre Wigan le 17 février 2019. Cette séance, organisée par un ancien joueur et entraîneur de Toulouse, Trent Robinson, est relativement médiatisée faisant naître de solides espoirs de maintien.

### 2019-2020: La question du stade
Le stade des Minimes ou stade Arnauné est le stade traditionnel du club, mais ce dernier doit l'abandonner provisoirement en 2017 en raison de travaux qui y sont entrepris par la ville de Toulouse. Le club dispute alors ses matchs à Blagnac (stade Ernest-Argelès) ou de manière exceptionnelle au stade Ernest-Wallon, comme pour la réception de Toronto en 2019 ; ce match est non seulement une réussite sur le plan sportif, le club battant largement le leader canadien, mais aussi sur le plan financier puisqu'on enregistre environ 6 000 spectateurs.
Le club doit « récupérer » son stade traditionnel en 2020, cependant des problèmes de contentieux administratif (annulation de permis de construire) laissent planer un doute sur cette reprise effective de possession à la date prévue.

### 2022: Découverte de la Super League
Grâce à sa victoire en Championship en 2021, le Toulouse olympique XIII dispute en 2022 la Super League où se trouve l'autre club français de Perpignan, les Dragons Catalans. L'intersaison est marquée par les mesures de pass sanitaire liées au COVID et les départs de joueurs qui ont marqué le club à l'image de Mark Kheirallah et Johnathon Ford, et la retraite de Rémi Casty. Le début de saison est émaillé de défaites avec les honneurs avant de réussir l'exploit de battre lors de la sixième journée le 19 mars 2022 le triple vainqueur de la Super League en titre St Helens au stade Ernest-Wallon 22-20.
Toulouse, longtemps cantonné à la dernière place du classement, connaît un sursaut courant juillet en signant trois victoires d'affilée contre Hull KR, Wakefield et Leeds, lui permettant alors d'espérer un maintien en Super League. Le club devance alors Wakefield et entame la dernière ligne droite de la saison avec cet objectif. Toutefois, Wakefield parvient alors à faire de bons résultats et Toulouse ne réédite pas ses performances et acte sa descente lors de leur défaite contre les Dragons Catalans le 25 août 2022.

### 2023-2024: Changement de direction
Fin 2023, Bernard Sarrazin cède la direction du club à Olivier Dubois,.

## Palmarès
| Championnats de France | Championnats d'Angleterre | Coupe de France                                                                 | Coupe d'Angleterre           |
| --- | --- | ------------------------------------------------------------------------------- | ---------------------------- |
| - Élite (1re division) - Champion (6) : 1965, 1973, 1975, 2000, 2014 et 2015. - Finaliste (6) : 1945, 1946, 1964, 2001, 2005 et 2006. - Élite 2 (2e division) - Finaliste (2) : 1983, 1993. | - Championship (2e division) - Titre : - Champion : 2021. - Finaliste : 2023 et 2024. - Saison régulière : - Champion : 2021. - Vice-champion : 2019, 2023 et 2024. - Phase finale : - Vainqueur (1) : 2017 (Championship Shield). - League One (3e division) - Saison régulière : - Champion (1) : 2016. | - Vainqueur (1) : 2014. - Finaliste (6) : 1939, 1962, 1963, 1964, 1968 et 1976. | - Demi-finaliste (1) : 2005. |

| Rugby à XV                   | Rugby à XV              |
| Championnat de France        | Coupe de France         |
| ---------------------------- | ----------------------- |
| - Demi-Finaliste (1) : 1944. | - Vainqueur (1) : 1944. |

## Joueurs emblématiques
- Bastien Ader
- Georges Aillères
- Pierre Ailleres
- René Arné
- Robert Barran
- Yves Bégou
- Andrew Bentley
- Kane Bentley
- Georges Bentouré
- Yves Bergougnan
- Sylvain Bès
- Jean Bombail
- Louis Bonnery
- Clément Boyer
- Louis Brané
- Maurice Brunetaud
- Jean-Emmanuel Cassin
- Michel Cassin
- Fernand Cantoni
- Vincent Cantoni
- Rémi Casty
- Bernard Cesses
- Alexandre Couttet
- Damien Couturier
- David Delpoux
- René Duffort
- Christian Duplé
- Fabrice Estebanez
- Mark Faumuina
- Johnathon Ford
- Roger Garrigue
- André Gau
- Cédric Gay
- Tony Gigot
- Joseph Guiraud
- Sylvain Houles
- Olivier Janzac
- Mark Kheirallah
- André Lacaze
- Pierre Lacaze
- Odé Lepes
- Laurent Lucchese
- Maurice de Matos
- Jean-Claude Mayorgas
- Cyril Moliner
- Pierre Parpagiola
- Raoul Pérez
- Troy Perkins
- Sébastien Raguin
- Frantz Sahuc
- Alexandre Salat
- Justin Sangaré
- Raphaël Saris
- Pierre Surre
- Marcel Teychenné
- Jérôme Vincent
- Jean-Marie Vignal
- Marcel Volot
- James Wynne
- Charles Zalduendo
- Frédéric Zitter

## Liste des entraîneurs
- Jean Galia (??-??)
- Félix Bergèse (1951-1954)
- Guy Vassal
- Jean-Marie Vignal (1959-1960)
- André Delpoux (1968-??)
- Georges Aillères (??-??)
- Maurice de Matos (1980-??)
- Patrick Pedrazzani (??-2000)
- Phil Economidis (2000-2002)
- Justin Morgan (2002-2005)
- Trent Robinson (2005-2006)
- Thierry Dumaine (2006-2008)
- Gilles Dumas (2008- déc. 2013)
- Sylvain Houles (déc. 2013-)

## Liste des présidents
- Georges Aillères (??-??)
- Charles Zalduendo (1994-2012)
- Bernard Sarrazain (2012-2023)
- Olivier Dubois (2023-)

## Bilan du club toutes saisons et toutes compétitions confondues
| Année | Saison régulière Championnat de France                                              | Saison régulière Championnat de France                                              | Saison régulière Championnat de France                                              | Saison régulière Championnat de France                                              | Saison régulière Championnat de France                                              | Saison régulière Championnat de France                                              | Saison régulière Championnat de France                                              | Saison régulière Championnat de France                                              | Phase finale Championnat de France                                                  | Phase finale Championnat de France                                                  | Phase finale Championnat de France                                                  | Phase finale Championnat de France                                                  | Phase finale Championnat de France                                                  | Phase finale Championnat de France                                                  | Phase finale Championnat de France                                                  | Coupe de France                                                                     |
| Année | Class.                                                                              | Points                                                                              | MJ                                                                                  | V.                                                                                  | N.                                                                                  | D.                                                                                  | Pp.                                                                                 | Pc.                                                                                 | Perf.                                                                               | MJ                                                                                  | V.                                                                                  | N.                                                                                  | D.                                                                                  | Pp.                                                                                 | Pc.                                                                                 | Performance                                                                         |
| 1938 | 8e                                                                                  |                                                                                     |                                                                                     |                                                                                     |                                                                                     |                                                                                     |                                                                                     |                                                                                     | Quart-de-finale                                                                     | 1                                                                                   | 0                                                                                   | 0                                                                                   | 1                                                                                   | 7                                                                                   | 17                                                                                  | Quart-de-finale                                                                     |
| 1939 | 6e                                                                                  |                                                                                     |                                                                                     |                                                                                     |                                                                                     |                                                                                     |                                                                                     |                                                                                     | Non qualifié                                                                        | -                                                                                   | -                                                                                   | -                                                                                   | -                                                                                   | -                                                                                   | -                                                                                   | Finaliste                                                                           |
| 1940 | 9e                                                                                  |                                                                                     |                                                                                     |                                                                                     |                                                                                     |                                                                                     |                                                                                     |                                                                                     | Non qualifié                                                                        | -                                                                                   | -                                                                                   | -                                                                                   | -                                                                                   | -                                                                                   | -                                                                                   | Quart-de-finale                                                                     |
| 1941 à 1944 - Le Rugby à XIII est interdit fin octobre 1940 par le Gouvernement de Vichy et sa Révolution nationale. |                                                                                     |                                                                                     |                                                                                     |                                                                                     |                                                                                     |                                                                                     |                                                                                     |                                                                                     |                                                                                     |                                                                                     |                                                                                     |                                                                                     |                                                                                     |                                                                                     |                                                                                     |                                                                                     |
| 1945 |                                                                                     |                                                                                     |                                                                                     |                                                                                     |                                                                                     |                                                                                     |                                                                                     |                                                                                     | Finale                                                                              | 3                                                                                   | 2                                                                                   | 0                                                                                   | 1                                                                                   |                                                                                     |                                                                                     | Quart-de-finale                                                                     |
| 1946 | 2e                                                                                  |                                                                                     |                                                                                     |                                                                                     |                                                                                     |                                                                                     |                                                                                     |                                                                                     | Finale                                                                              | 2                                                                                   | 1                                                                                   | 0                                                                                   | 1                                                                                   | 6                                                                                   | 15                                                                                  | Quart-de-finale                                                                     |
| 1947 | 4e                                                                                  |                                                                                     |                                                                                     |                                                                                     |                                                                                     |                                                                                     |                                                                                     |                                                                                     | Barrage                                                                             | 1                                                                                   | 0                                                                                   | 0                                                                                   | 1                                                                                   | 6                                                                                   | 23                                                                                  | Quart-de-finale                                                                     |
| 1948 | 14e                                                                                 |                                                                                     |                                                                                     |                                                                                     |                                                                                     |                                                                                     |                                                                                     |                                                                                     | Non qualifié                                                                        | -                                                                                   | -                                                                                   | -                                                                                   | -                                                                                   | -                                                                                   | -                                                                                   | Demi-finale                                                                         |
| 1949 | -                                                                                   |                                                                                     |                                                                                     |                                                                                     |                                                                                     |                                                                                     |                                                                                     |                                                                                     | Non qualifié                                                                        | -                                                                                   | -                                                                                   | -                                                                                   | -                                                                                   | -                                                                                   | -                                                                                   |                                                                                     |
| 1950 | Forfait                                                                             |                                                                                     |                                                                                     |                                                                                     |                                                                                     |                                                                                     |                                                                                     |                                                                                     | Non qualifié                                                                        | -                                                                                   | -                                                                                   | -                                                                                   | -                                                                                   | -                                                                                   | -                                                                                   | Huitième de finale                                                                  |
| 1951 | 13e                                                                                 |                                                                                     |                                                                                     |                                                                                     |                                                                                     |                                                                                     |                                                                                     |                                                                                     | Non qualifié                                                                        | -                                                                                   | -                                                                                   | -                                                                                   | -                                                                                   | -                                                                                   | -                                                                                   | Quart-de-finale                                                                     |
| 1952 | 7e                                                                                  |                                                                                     |                                                                                     |                                                                                     |                                                                                     |                                                                                     |                                                                                     |                                                                                     | Non qualifié                                                                        | -                                                                                   | -                                                                                   | -                                                                                   | -                                                                                   | -                                                                                   | -                                                                                   | Quart-de-finale                                                                     |
| 1953 | 9e                                                                                  |                                                                                     |                                                                                     |                                                                                     |                                                                                     |                                                                                     |                                                                                     |                                                                                     | Non qualifié                                                                        | -                                                                                   | -                                                                                   | -                                                                                   | -                                                                                   | -                                                                                   | -                                                                                   | Quart-de-finale                                                                     |
| 1954 | 9e                                                                                  |                                                                                     |                                                                                     |                                                                                     |                                                                                     |                                                                                     |                                                                                     |                                                                                     | Non qualifié                                                                        | -                                                                                   | -                                                                                   | -                                                                                   | -                                                                                   | -                                                                                   | -                                                                                   | Huitième de finale                                                                  |
| 1955 | 13e                                                                                 |                                                                                     |                                                                                     |                                                                                     |                                                                                     |                                                                                     |                                                                                     |                                                                                     | Non qualifié                                                                        | -                                                                                   | -                                                                                   | -                                                                                   | -                                                                                   | -                                                                                   | -                                                                                   | Huitième de finale                                                                  |
| 1956 | 8e                                                                                  |                                                                                     |                                                                                     |                                                                                     |                                                                                     |                                                                                     |                                                                                     |                                                                                     | Non qualifié                                                                        | -                                                                                   | -                                                                                   | -                                                                                   | -                                                                                   | -                                                                                   | -                                                                                   | Demi-finale                                                                         |
| 1957 | 8e                                                                                  | 38                                                                                  |                                                                                     |                                                                                     |                                                                                     |                                                                                     |                                                                                     |                                                                                     | Non qualifié                                                                        | -                                                                                   | -                                                                                   | -                                                                                   | -                                                                                   | -                                                                                   | -                                                                                   | Quart-de-finale                                                                     |
| 1958 |                                                                                     |                                                                                     |                                                                                     |                                                                                     |                                                                                     |                                                                                     |                                                                                     |                                                                                     | Non qualifié                                                                        | -                                                                                   | -                                                                                   | -                                                                                   | -                                                                                   | -                                                                                   | -                                                                                   | Huitième de finale                                                                  |
| 1959 | 11e                                                                                 | 38                                                                                  |                                                                                     |                                                                                     |                                                                                     |                                                                                     |                                                                                     |                                                                                     | Non qualifié                                                                        | -                                                                                   | -                                                                                   | -                                                                                   | -                                                                                   | -                                                                                   | -                                                                                   | Huitième de finale                                                                  |
| 1960 | 9e                                                                                  | 42                                                                                  |                                                                                     |                                                                                     |                                                                                     |                                                                                     |                                                                                     |                                                                                     | Non qualifié                                                                        | -                                                                                   | -                                                                                   | -                                                                                   | -                                                                                   | -                                                                                   | -                                                                                   | Demi-finale                                                                         |
| 1961 | 10e                                                                                 | 37                                                                                  |                                                                                     |                                                                                     |                                                                                     |                                                                                     |                                                                                     |                                                                                     | Non qualifié                                                                        | -                                                                                   | -                                                                                   | -                                                                                   | -                                                                                   | -                                                                                   | -                                                                                   | Huitième de finale                                                                  |
| 1962 | 5e                                                                                  | 54                                                                                  |                                                                                     |                                                                                     |                                                                                     |                                                                                     |                                                                                     |                                                                                     | Quart-de-finale                                                                     | 1                                                                                   | 0                                                                                   | 0                                                                                   | 1                                                                                   | 10                                                                                  | 20                                                                                  | Finaliste                                                                           |
| 1963 | 8e                                                                                  |                                                                                     |                                                                                     |                                                                                     |                                                                                     |                                                                                     |                                                                                     |                                                                                     | Barrage                                                                             | 1                                                                                   | 0                                                                                   | 0                                                                                   | 1                                                                                   | 2                                                                                   | 7                                                                                   | Finaliste                                                                           |
| 1964 | 2e                                                                                  | 67                                                                                  |                                                                                     |                                                                                     |                                                                                     |                                                                                     |                                                                                     |                                                                                     | Finale                                                                              | 3                                                                                   | 2                                                                                   | 0                                                                                   | 1                                                                                   | 30                                                                                  | 15                                                                                  | Finaliste                                                                           |
| 1965 | 4e                                                                                  | 59                                                                                  |                                                                                     |                                                                                     |                                                                                     |                                                                                     |                                                                                     |                                                                                     | Champion                                                                            | 4                                                                                   | 3                                                                                   | 0                                                                                   | 0                                                                                   | 83                                                                                  | 19                                                                                  | Demi-finale                                                                         |
| 1966 | 11e                                                                                 | 46                                                                                  |                                                                                     |                                                                                     |                                                                                     |                                                                                     |                                                                                     |                                                                                     | Non qualifié                                                                        | -                                                                                   | -                                                                                   | -                                                                                   | -                                                                                   | -                                                                                   | -                                                                                   | Huitième de finale                                                                  |
| 1967 | 2e                                                                                  | 70                                                                                  |                                                                                     |                                                                                     |                                                                                     |                                                                                     |                                                                                     |                                                                                     | Barrage                                                                             | 1                                                                                   | 0                                                                                   | 0                                                                                   | 1                                                                                   | 7                                                                                   | 13                                                                                  | Huitième de finale                                                                  |
| 1968 | 12e                                                                                 | 42                                                                                  |                                                                                     |                                                                                     |                                                                                     |                                                                                     |                                                                                     |                                                                                     | Barrage                                                                             | 1                                                                                   | 0                                                                                   | 0                                                                                   | 1                                                                                   | 6                                                                                   | 20                                                                                  | Finaliste                                                                           |
| 1969 | 11e                                                                                 | 42                                                                                  |                                                                                     |                                                                                     |                                                                                     |                                                                                     |                                                                                     |                                                                                     | Barrage                                                                             | 1                                                                                   | 0                                                                                   | 0                                                                                   | 1                                                                                   | 2                                                                                   | 12                                                                                  | Quart-de-finale                                                                     |
| 1970 | 8e                                                                                  | 44                                                                                  |                                                                                     |                                                                                     |                                                                                     |                                                                                     |                                                                                     |                                                                                     | Quart-de-finale                                                                     | 2                                                                                   | 1                                                                                   | 0                                                                                   | 1                                                                                   | 21                                                                                  | 15                                                                                  | Huitième de finale                                                                  |
| 1971 | 3e                                                                                  | 59                                                                                  |                                                                                     |                                                                                     |                                                                                     |                                                                                     |                                                                                     |                                                                                     | Demi-finale                                                                         | 2                                                                                   | 1                                                                                   | 0                                                                                   | 1                                                                                   | 17                                                                                  | 22                                                                                  | Quart-de-finale                                                                     |
| 1972 | 5e                                                                                  |                                                                                     |                                                                                     |                                                                                     |                                                                                     |                                                                                     |                                                                                     |                                                                                     | Demi-finale                                                                         | 2                                                                                   | 1                                                                                   | 0                                                                                   | 1                                                                                   | 20                                                                                  | 13                                                                                  | Huitième de finale                                                                  |
| 1973 | 5e                                                                                  |                                                                                     |                                                                                     |                                                                                     |                                                                                     |                                                                                     |                                                                                     |                                                                                     | Champion                                                                            | 4                                                                                   | 4                                                                                   | 0                                                                                   | 0                                                                                   | 80                                                                                  | 16                                                                                  | Huitième de finale                                                                  |
| 1974 | 7e                                                                                  |                                                                                     |                                                                                     |                                                                                     |                                                                                     |                                                                                     |                                                                                     |                                                                                     | Quart-de-finale                                                                     | 2                                                                                   | 1                                                                                   | 0                                                                                   | 1                                                                                   | 19                                                                                  | 23                                                                                  | Huitième de finale                                                                  |
| 1975 | 6e                                                                                  | 47                                                                                  |                                                                                     |                                                                                     |                                                                                     |                                                                                     |                                                                                     |                                                                                     | Champion                                                                            | 4                                                                                   | 4                                                                                   | 0                                                                                   | 0                                                                                   | 87                                                                                  | 35                                                                                  | Quart-de-finale                                                                     |
| 1976 | 4e                                                                                  | 49                                                                                  |                                                                                     |                                                                                     |                                                                                     |                                                                                     |                                                                                     |                                                                                     | Quart-de-finale                                                                     | 1                                                                                   | 0                                                                                   | 0                                                                                   | 1                                                                                   | 2                                                                                   | 19                                                                                  | Finaliste                                                                           |
| 1977 | 7e                                                                                  | 45                                                                                  |                                                                                     |                                                                                     |                                                                                     |                                                                                     |                                                                                     |                                                                                     | Quart-de-finale                                                                     | 2                                                                                   | 1                                                                                   | 0                                                                                   | 1                                                                                   | 8                                                                                   | 19                                                                                  | Quart-de-finale                                                                     |
| 1978 | 2e                                                                                  | 64                                                                                  |                                                                                     |                                                                                     |                                                                                     |                                                                                     |                                                                                     |                                                                                     | Demi-finale                                                                         | 2                                                                                   | 1                                                                                   | 0                                                                                   | 1                                                                                   | 28                                                                                  | 12                                                                                  | Huitième de finale                                                                  |
| 1979 | 2e                                                                                  | 58                                                                                  |                                                                                     |                                                                                     |                                                                                     |                                                                                     |                                                                                     |                                                                                     | Demi-finale                                                                         | 2                                                                                   | 1                                                                                   | 0                                                                                   | 1                                                                                   | 18                                                                                  | 23                                                                                  | Huitième de finale                                                                  |
| 1980 | 10e                                                                                 |                                                                                     |                                                                                     |                                                                                     |                                                                                     |                                                                                     |                                                                                     |                                                                                     | Non qualifié                                                                        | -                                                                                   | -                                                                                   | -                                                                                   | -                                                                                   | -                                                                                   | -                                                                                   | Huitième de finale                                                                  |
| 1981 | 13e                                                                                 |                                                                                     |                                                                                     |                                                                                     |                                                                                     |                                                                                     |                                                                                     |                                                                                     | Non qualifié                                                                        | -                                                                                   | -                                                                                   | -                                                                                   | -                                                                                   | -                                                                                   | -                                                                                   | Huitième de finale                                                                  |
| 1982 | -                                                                                   |                                                                                     |                                                                                     |                                                                                     |                                                                                     |                                                                                     |                                                                                     |                                                                                     | -                                                                                   |                                                                                     |                                                                                     |                                                                                     |                                                                                     |                                                                                     |                                                                                     | Huitième de finale                                                                  |
| 1983 | -                                                                                   |                                                                                     |                                                                                     |                                                                                     |                                                                                     |                                                                                     |                                                                                     |                                                                                     | -                                                                                   |                                                                                     |                                                                                     |                                                                                     |                                                                                     |                                                                                     |                                                                                     | Huitième de finale                                                                  |
| 1984 | 6e                                                                                  | 57                                                                                  |                                                                                     |                                                                                     |                                                                                     |                                                                                     |                                                                                     |                                                                                     | Demi-finale                                                                         | 2                                                                                   | 1                                                                                   | 0                                                                                   | 1                                                                                   | 19                                                                                  | 26                                                                                  | Demi-finale                                                                         |
| 1985 | 3e                                                                                  | 60                                                                                  |                                                                                     |                                                                                     |                                                                                     |                                                                                     |                                                                                     |                                                                                     | Demi-finale                                                                         | 2                                                                                   | 1                                                                                   | 0                                                                                   | 1                                                                                   | 18                                                                                  | 18                                                                                  | Huitième de finale                                                                  |
| 1986 | 4e                                                                                  | 30                                                                                  |                                                                                     |                                                                                     |                                                                                     |                                                                                     |                                                                                     |                                                                                     | Quart-de-finale                                                                     | 1                                                                                   | 0                                                                                   | 0                                                                                   | 1                                                                                   | 5                                                                                   | 7                                                                                   | Quart-de-finale                                                                     |
| 1987 | 5e                                                                                  | 47                                                                                  |                                                                                     |                                                                                     |                                                                                     |                                                                                     |                                                                                     |                                                                                     | Quart-de-finale                                                                     | 2                                                                                   | 1                                                                                   | 0                                                                                   | 1                                                                                   | 32                                                                                  | 50                                                                                  | Quart-de-finale                                                                     |
| 1988 | 8e                                                                                  | 44                                                                                  |                                                                                     |                                                                                     |                                                                                     |                                                                                     |                                                                                     |                                                                                     | Quart-de-finale                                                                     | 2                                                                                   | 1                                                                                   | 0                                                                                   | 1                                                                                   | 54                                                                                  | 59                                                                                  | Huitième de finale                                                                  |
| 1989 | 3e                                                                                  | 47                                                                                  |                                                                                     |                                                                                     |                                                                                     |                                                                                     |                                                                                     |                                                                                     | Quart-de-finale                                                                     | 1                                                                                   | 0                                                                                   | 0                                                                                   | 1                                                                                   | 14                                                                                  | 20                                                                                  | Huitième de finale                                                                  |
| 1990 | 8e                                                                                  |                                                                                     |                                                                                     |                                                                                     |                                                                                     |                                                                                     |                                                                                     |                                                                                     | Quart-de-finale                                                                     | 1                                                                                   | 0                                                                                   | 0                                                                                   | 1                                                                                   | 16                                                                                  | 32                                                                                  |                                                                                     |
| 1991 | -                                                                                   |                                                                                     |                                                                                     |                                                                                     |                                                                                     |                                                                                     |                                                                                     |                                                                                     | -                                                                                   | -                                                                                   | -                                                                                   | -                                                                                   | -                                                                                   | -                                                                                   | -                                                                                   |                                                                                     |
| 1992 | -                                                                                   |                                                                                     |                                                                                     |                                                                                     |                                                                                     |                                                                                     |                                                                                     |                                                                                     | -                                                                                   | -                                                                                   | -                                                                                   | -                                                                                   | -                                                                                   | -                                                                                   | -                                                                                   |                                                                                     |
| 1993 | -                                                                                   |                                                                                     |                                                                                     |                                                                                     |                                                                                     |                                                                                     |                                                                                     |                                                                                     | -                                                                                   | -                                                                                   | -                                                                                   | -                                                                                   | -                                                                                   | -                                                                                   | -                                                                                   | Huitième de finale                                                                  |
| 1994 | 12e                                                                                 |                                                                                     |                                                                                     |                                                                                     |                                                                                     |                                                                                     |                                                                                     |                                                                                     | Non qualifié                                                                        | -                                                                                   | -                                                                                   | -                                                                                   | -                                                                                   | -                                                                                   | -                                                                                   | Huitième de finale                                                                  |
| 1995 | ?                                                                                   |                                                                                     |                                                                                     |                                                                                     |                                                                                     |                                                                                     |                                                                                     |                                                                                     | Non qualifié                                                                        | -                                                                                   | -                                                                                   | -                                                                                   | -                                                                                   | -                                                                                   | -                                                                                   | Huitième de finale                                                                  |
| 1996 | ?                                                                                   |                                                                                     |                                                                                     |                                                                                     |                                                                                     |                                                                                     |                                                                                     |                                                                                     | Non qualifié                                                                        | -                                                                                   | -                                                                                   | -                                                                                   | -                                                                                   | -                                                                                   | -                                                                                   | Demi-finale                                                                         |
| 1997 | 11e                                                                                 | 28                                                                                  | 14                                                                                  | 7                                                                                   | 1                                                                                   | 6                                                                                   |                                                                                     |                                                                                     | Non qualifié                                                                        | -                                                                                   | -                                                                                   | -                                                                                   | -                                                                                   | -                                                                                   | -                                                                                   |                                                                                     |
| 1998 | 6e                                                                                  | 43                                                                                  | 22                                                                                  | 10                                                                                  | 1                                                                                   | 11                                                                                  |                                                                                     |                                                                                     | Quart de finale                                                                     | 2                                                                                   | 1                                                                                   | 0                                                                                   | 1                                                                                   | 38                                                                                  | 66                                                                                  | Huitième de finale                                                                  |
| 1999 | 5e                                                                                  | 50                                                                                  | 22                                                                                  | 15                                                                                  | 0                                                                                   | 7                                                                                   |                                                                                     |                                                                                     | Demi-finale                                                                         | 4                                                                                   | 2                                                                                   | 0                                                                                   | 2                                                                                   | 95                                                                                  | 82                                                                                  | Huitième de finale                                                                  |
| 2000 | 4e                                                                                  | 51                                                                                  |                                                                                     |                                                                                     |                                                                                     |                                                                                     |                                                                                     |                                                                                     | Champion                                                                            | 5                                                                                   | 4                                                                                   | 0                                                                                   | 1                                                                                   | 134                                                                                 | 64                                                                                  | Huitième de finale                                                                  |
| 2001 | 3e                                                                                  | 46                                                                                  | 20                                                                                  | 13                                                                                  | 0                                                                                   | 7                                                                                   |                                                                                     |                                                                                     | Finale                                                                              | 5                                                                                   | 3                                                                                   | 0                                                                                   | 2                                                                                   | 133                                                                                 | 98                                                                                  | Demi-finale                                                                         |
| 2002 | 4e                                                                                  | 46                                                                                  | 20                                                                                  | 13                                                                                  | 0                                                                                   | 7                                                                                   |                                                                                     |                                                                                     | Demi-finale                                                                         | 4                                                                                   | 2                                                                                   | 0                                                                                   | 2                                                                                   | 79                                                                                  | 53                                                                                  | Quart-de-finale                                                                     |
| 2003 | 5e                                                                                  | 42                                                                                  |                                                                                     |                                                                                     |                                                                                     |                                                                                     |                                                                                     |                                                                                     | Barrage                                                                             | 1                                                                                   | 0                                                                                   | 0                                                                                   | 2                                                                                   | 62                                                                                  | 77                                                                                  | Demi-finale                                                                         |
| 2004 | 3e                                                                                  | 55                                                                                  |                                                                                     |                                                                                     |                                                                                     |                                                                                     |                                                                                     |                                                                                     | Barrage                                                                             | 1                                                                                   | 0                                                                                   | 0                                                                                   | 1                                                                                   | 20                                                                                  | 40                                                                                  | Demi-finale                                                                         |
| 2005 | 2e                                                                                  | 55                                                                                  |                                                                                     |                                                                                     |                                                                                     |                                                                                     |                                                                                     |                                                                                     | Finaliste                                                                           | 1                                                                                   | 1                                                                                   | 0                                                                                   | 1                                                                                   | 62                                                                                  | 84                                                                                  | Demi-finale                                                                         |
| 2006 | 2e                                                                                  | 52                                                                                  | 20                                                                                  | 16                                                                                  | 0                                                                                   | 4                                                                                   | 832                                                                                 | 268                                                                                 | Finaliste                                                                           | 2                                                                                   | 1                                                                                   | 0                                                                                   | 1                                                                                   | 63                                                                                  | 33                                                                                  | Demi-finale                                                                         |
| 2007 | 2e                                                                                  | 51                                                                                  | 20                                                                                  | 15                                                                                  | 1                                                                                   | 4                                                                                   | 643                                                                                 | 333                                                                                 | Demi-finale                                                                         | 1                                                                                   | 0                                                                                   | 0                                                                                   | 1                                                                                   | 13                                                                                  | 24                                                                                  | Huitième de finale                                                                  |
| 2008 | 7e                                                                                  | 36                                                                                  | 20                                                                                  | 12                                                                                  | 0                                                                                   | 8                                                                                   | 353                                                                                 | 518                                                                                 | 1er tour                                                                            | 1                                                                                   | 0                                                                                   | 0                                                                                   | 1                                                                                   | 10                                                                                  | 40                                                                                  | Quart de finale                                                                     |
| Année | Saison régulière Championship                                                       | Saison régulière Championship                                                       | Saison régulière Championship                                                       | Saison régulière Championship                                                       | Saison régulière Championship                                                       | Saison régulière Championship                                                       | Saison régulière Championship                                                       | Saison régulière Championship                                                       | Phase finale Championship                                                           | Phase finale Championship                                                           | Phase finale Championship                                                           | Phase finale Championship                                                           | Phase finale Championship                                                           | Phase finale Championship                                                           | Phase finale Championship                                                           | Challenge Cup                                                                       |
| 2009 | 10e                                                                                 | 30                                                                                  | 20                                                                                  | 9                                                                                   | 0                                                                                   | 11                                                                                  | 556                                                                                 | 582                                                                                 | Non qualifié                                                                        | -                                                                                   | -                                                                                   | -                                                                                   | -                                                                                   | -                                                                                   | -                                                                                   | 3e tour                                                                             |
| 2010 | 8e                                                                                  | 27                                                                                  | 20                                                                                  | 8                                                                                   | 0                                                                                   | 12                                                                                  | 486                                                                                 | 649                                                                                 | Non qualifié                                                                        | -                                                                                   | -                                                                                   | -                                                                                   | -                                                                                   | -                                                                                   | -                                                                                   | 4e tour                                                                             |
| 2011 | 10e                                                                                 | 15                                                                                  | 20                                                                                  | 4                                                                                   | 0                                                                                   | 16                                                                                  | 358                                                                                 | 663                                                                                 | Non qualifié                                                                        | -                                                                                   | -                                                                                   | -                                                                                   | -                                                                                   | -                                                                                   | -                                                                                   | 3e tour                                                                             |
| Année | Saison régulière Championnat de France                                              | Saison régulière Championnat de France                                              | Saison régulière Championnat de France                                              | Saison régulière Championnat de France                                              | Saison régulière Championnat de France                                              | Saison régulière Championnat de France                                              | Saison régulière Championnat de France                                              | Saison régulière Championnat de France                                              | Phase finale Championnat de France                                                  | Phase finale Championnat de France                                                  | Phase finale Championnat de France                                                  | Phase finale Championnat de France                                                  | Phase finale Championnat de France                                                  | Phase finale Championnat de France                                                  | Phase finale Championnat de France                                                  | Coupe de France                                                                     |
| 2012 | 5e                                                                                  | 42                                                                                  | 18                                                                                  | 12                                                                                  | 0                                                                                   | 6                                                                                   | 442                                                                                 | 352                                                                                 | Quart de finale                                                                     | 1                                                                                   | 0                                                                                   | 0                                                                                   | 1                                                                                   | 4                                                                                   | 28                                                                                  | Quart de finale                                                                     |
| 2013 | 5e                                                                                  | 35                                                                                  | 17                                                                                  | 9                                                                                   | 0                                                                                   | 8                                                                                   | 370                                                                                 | 305                                                                                 | Demi-finale                                                                         | 2                                                                                   | 1                                                                                   | 0                                                                                   | 1                                                                                   | 53                                                                                  | 53                                                                                  | Demi-finale                                                                         |
| 2014 | 1re                                                                                 | 46                                                                                  | 20                                                                                  | 12                                                                                  | 3                                                                                   | 5                                                                                   | 548                                                                                 | 314                                                                                 | Victoire                                                                            | 2                                                                                   | 2                                                                                   | 0                                                                                   | 0                                                                                   | 68                                                                                  | 26                                                                                  | Victoire                                                                            |
| 2015 | 1re                                                                                 | 51                                                                                  | 20                                                                                  | 14                                                                                  | 2                                                                                   | 4                                                                                   | 598                                                                                 | 370                                                                                 | Victoire                                                                            | 2                                                                                   | 2                                                                                   | 0                                                                                   | 0                                                                                   | 41                                                                                  | 32                                                                                  | Quart de finale                                                                     |
| Année | Saison régulière League 1                                                           | Saison régulière League 1                                                           | Saison régulière League 1                                                           | Saison régulière League 1                                                           | Saison régulière League 1                                                           | Saison régulière League 1                                                           | Saison régulière League 1                                                           | Saison régulière League 1                                                           | Phase finale League 1                                                               | Phase finale League 1                                                               | Phase finale League 1                                                               | Phase finale League 1                                                               | Phase finale League 1                                                               | Phase finale League 1                                                               | Phase finale League 1                                                               | Challenge Cup                                                                       |
| 2016 | 1re                                                                                 | 41                                                                                  | 21                                                                                  | 20                                                                                  | 0                                                                                   | 1                                                                                   | 990                                                                                 | 276                                                                                 | Victoire                                                                            | 3                                                                                   | 2                                                                                   | 0                                                                                   | 1                                                                                   | 116                                                                                 | 46                                                                                  | Huitième de finale                                                                  |
| Année | Saison régulière Championship                                                       | Saison régulière Championship                                                       | Saison régulière Championship                                                       | Saison régulière Championship                                                       | Saison régulière Championship                                                       | Saison régulière Championship                                                       | Saison régulière Championship                                                       | Saison régulière Championship                                                       | Championship Shield Championship                                                    | Championship Shield Championship                                                    | Championship Shield Championship                                                    | Championship Shield Championship                                                    | Championship Shield Championship                                                    | Championship Shield Championship                                                    | Championship Shield Championship                                                    | Challenge Cup                                                                       |
| 2017 | 5e                                                                                  | 30                                                                                  | 23                                                                                  | 15                                                                                  | 0                                                                                   | 8                                                                                   | 720                                                                                 | 466                                                                                 | Vainqueur                                                                           | 9                                                                                   | 6                                                                                   | 0                                                                                   | 1                                                                                   | 340                                                                                 | 175                                                                                 | 5e tour                                                                             |
| Année | Saison régulière Championship                                                       | Saison régulière Championship                                                       | Saison régulière Championship                                                       | Saison régulière Championship                                                       | Saison régulière Championship                                                       | Saison régulière Championship                                                       | Saison régulière Championship                                                       | Saison régulière Championship                                                       | The Qualifiers Championship/Super League                                            | The Qualifiers Championship/Super League                                            | The Qualifiers Championship/Super League                                            | The Qualifiers Championship/Super League                                            | The Qualifiers Championship/Super League                                            | The Qualifiers Championship/Super League                                            | The Qualifiers Championship/Super League                                            | Challenge Cup                                                                       |
| 2018 | 3e                                                                                  | 33                                                                                  | 23                                                                                  | 16                                                                                  | 1                                                                                   | 6                                                                                   | 900                                                                                 | 438                                                                                 | 6e                                                                                  | 7                                                                                   | 3                                                                                   | 0                                                                                   | 4                                                                                   | 156                                                                                 | 190                                                                                 | Non inscrit                                                                         |
| Année | Saison régulière Championship                                                       | Saison régulière Championship                                                       | Saison régulière Championship                                                       | Saison régulière Championship                                                       | Saison régulière Championship                                                       | Saison régulière Championship                                                       | Saison régulière Championship                                                       | Saison régulière Championship                                                       | Phase finale Championship                                                           | Phase finale Championship                                                           | Phase finale Championship                                                           | Phase finale Championship                                                           | Phase finale Championship                                                           | Phase finale Championship                                                           | Phase finale Championship                                                           | Challenge Cup                                                                       |
| 2019 | 2e                                                                                  | 40                                                                                  | 27                                                                                  | 20                                                                                  | 0                                                                                   | 7                                                                                   | 877                                                                                 | 446                                                                                 | Finale préliminaire                                                                 | 3                                                                                   | 1                                                                                   | 0                                                                                   | 2                                                                                   | 80                                                                                  | 82                                                                                  | Non inscrit                                                                         |
| 2020 | Édition annulée et titre non décerné en raison de la pandémie de Covid-19 en France | Édition annulée et titre non décerné en raison de la pandémie de Covid-19 en France | Édition annulée et titre non décerné en raison de la pandémie de Covid-19 en France | Édition annulée et titre non décerné en raison de la pandémie de Covid-19 en France | Édition annulée et titre non décerné en raison de la pandémie de Covid-19 en France | Édition annulée et titre non décerné en raison de la pandémie de Covid-19 en France | Édition annulée et titre non décerné en raison de la pandémie de Covid-19 en France | Édition annulée et titre non décerné en raison de la pandémie de Covid-19 en France | Édition annulée et titre non décerné en raison de la pandémie de Covid-19 en France | Édition annulée et titre non décerné en raison de la pandémie de Covid-19 en France | Édition annulée et titre non décerné en raison de la pandémie de Covid-19 en France | Édition annulée et titre non décerné en raison de la pandémie de Covid-19 en France | Édition annulée et titre non décerné en raison de la pandémie de Covid-19 en France | Édition annulée et titre non décerné en raison de la pandémie de Covid-19 en France | Édition annulée et titre non décerné en raison de la pandémie de Covid-19 en France | Édition annulée et titre non décerné en raison de la pandémie de Covid-19 en France |
| 2021 | 1er                                                                                 | 28                                                                                  | 14                                                                                  | 14                                                                                  | 0                                                                                   | 0                                                                                   | 698                                                                                 | 124                                                                                 | Champion                                                                            | 2                                                                                   | 2                                                                                   | 0                                                                                   | 0                                                                                   | 85                                                                                  | 24                                                                                  | Non inscrit                                                                         |
| Année | Saison régulière Super League                                                       | Saison régulière Super League                                                       | Saison régulière Super League                                                       | Saison régulière Super League                                                       | Saison régulière Super League                                                       | Saison régulière Super League                                                       | Saison régulière Super League                                                       | Saison régulière Super League                                                       | Phase finale Super League                                                           | Phase finale Super League                                                           | Phase finale Super League                                                           | Phase finale Super League                                                           | Phase finale Super League                                                           | Phase finale Super League                                                           | Phase finale Super League                                                           | Challenge Cup                                                                       |
| 2022 | 12e                                                                                 | 10                                                                                  | 27                                                                                  | 5                                                                                   | 0                                                                                   | 27                                                                                  | 421                                                                                 | 745                                                                                 | Non qualifié                                                                        | 0                                                                                   | 0                                                                                   | 0                                                                                   | 0                                                                                   | 0                                                                                   | 0                                                                                   | Non inscrit                                                                         |
| Année | Saison régulière Championship                                                       | Saison régulière Championship                                                       | Saison régulière Championship                                                       | Saison régulière Championship                                                       | Saison régulière Championship                                                       | Saison régulière Championship                                                       | Saison régulière Championship                                                       | Saison régulière Championship                                                       | Phase finale Championship                                                           | Phase finale Championship                                                           | Phase finale Championship                                                           | Phase finale Championship                                                           | Phase finale Championship                                                           | Phase finale Championship                                                           | Phase finale Championship                                                           | Challenge Cup                                                                       |
| 2023 | 2e                                                                                  | 38                                                                                  | 27                                                                                  | 19                                                                                  | 0                                                                                   | 8                                                                                   | 834                                                                                 | 385                                                                                 | Finaliste                                                                           | 2                                                                                   | 1                                                                                   | 0                                                                                   | 1                                                                                   | 52                                                                                  | 38                                                                                  | Non inscrit                                                                         |
| 2024 | 2e                                                                                  | 37                                                                                  | 26                                                                                  | 18                                                                                  | 1                                                                                   | 7                                                                                   | 782                                                                                 | 384                                                                                 | Finaliste                                                                           | 2                                                                                   | 1                                                                                   | 0                                                                                   | 1                                                                                   | 21                                                                                  | 56                                                                                  | Non inscrit                                                                         |

- Mise à jour le 10 octobre 2021.

## Stades
- Stade Chapou
- Stade des Minimes
- Stade Ernest Argelès
- stade Ernest-Wallon

## Médias
À la fin des années 1990, le club est l'un des premiers à avoir un site internet officiel sur la toile, avec les clubs de Montpellier, Limoux et la Réole. En effet, le premier site internet officiel du club fut conçu par deux élèves du Lycée Jean-Moulin.
En 2017, pour célébrer les 80 ans du Toulouse Olympique, le club prend l’initiative de publier un livre d'or, « Le Livre d'Or des 80 ans du Toulouse Olympique », qui fait l'objet d'une double publication en janvier 2018  « papier » et numérique, celle-ci utilisant la réalité augmentée.
Le club est suivi principalement par la Dépêche du Midi, dans son édition toulousaine. Mais son rang dans le rugby à XIII européen fait que des magazines comme Midi Olympique, Rugby League World et Rugby Leaguer & League Express lui consacrent une couverture conséquente.
La diffusion des matchs du club à la télévision (ou en multi-écrans) est très variable.
Ainsi, lors de la participation du club en Super League, en 2022, très peu de matchs ont été retransmis. Quand le club dispute le Championship, ses matchs sont parfois diffusés sur l'application britannique « OurRL ».